# Ислам в Афганистане

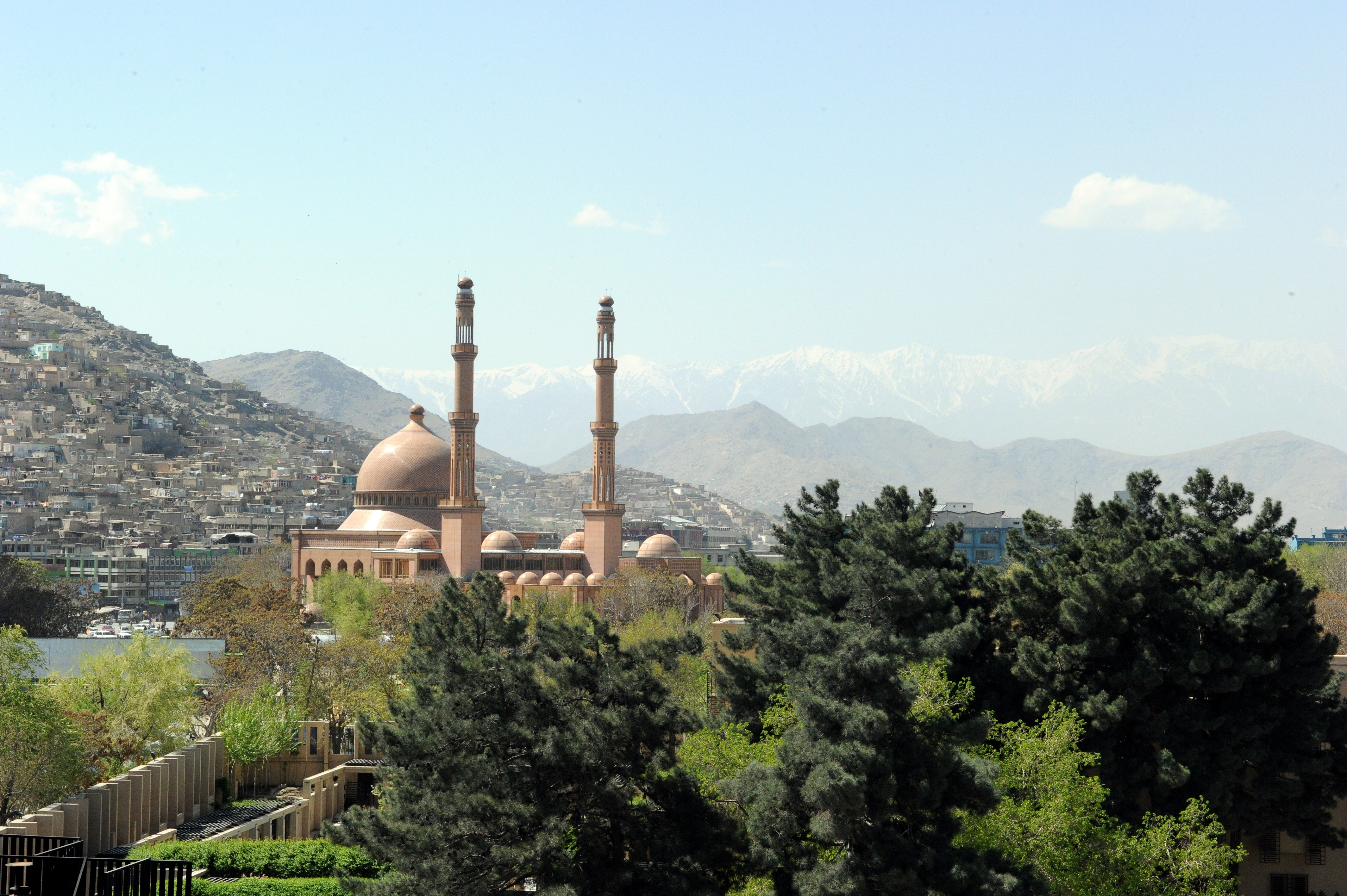
Вид на мечеть Хаджи Абдул Рахмана в Кабуле, которая является самой большой в Афганистане.

Ислам является официальной государственной религией Афганистана.

## Состав
99,7 % афганского населения исповедуют ислам, в том числе суннитского (84,7-89,7 %) и шиитского (10-15 %) толка. Большинство шиитов принадлежат секте двунадесятников.

## История
Впервые ислам пришёл в Афганистан в 7 веке, при династии Омейядов. Юго-запад страны был покорён мусульманами уже в середине века, но север и Хорасан были захвачены лишь в начале 8 века. Благодаря пересечённой гористой местности неисламские силы сохранялись ещё два века. Есть свидетельства о существовании христианской общины в регионе вплоть до 10 века. Также сохранялись различные буддистские памятники и практики.
Ислам утверждался здесь вплоть до XIX века (см. Кафиристан).